# Vouilly
Vouilly település Franciaországban, Calvados megyében. Lakosainak száma 152 fő (2018. január 1.). Vouilly Castilly, Colombières, Isigny-sur-Mer, Monfréville, Neuilly-la-Forêt és Les Oubeaux községekkel határos.

## Népesség
A település népessége az elmúlt években az alábbi módon változott:
| Lakosok száma | 263  | 220  | 204  | 185  | 190  | 159  | 153  | 151  | 152  | 152  |
|               | 1968 | 1975 | 1982 | 1990 | 1999 | 2011 | 2013 | 2015 | 2017 | 2018 |